# هوائية جبلية
هوائية جبلية أو رجل القط الجبلي هو نوع نباتي في أوربَّة وأمريكة الشمالية من جنس هوائية في الفصيلة النجمية . مهدها المناطق الجبلية وشبه القطبية في الدول الاسكندنافية واجرنلند وألسكة والقطب الشمالي الكندي وتمتد جنوبًا على ارتفاعات عالية في الجبال في جبال روكي جنوبًا إلى مونتانا ووايومنغ.
وهي نبات عشبي معمر يطول حتى 15 سم مع رؤوس زهور من 4-8 مم ، تنتج في مجموعات من ثلاثة إلى خمسة معًا.